# Astrid Von Rotten
Astrid Von Rotten es un personaje de historietas de la saga Los aventureros, donde aparece como una piloto de hidroavión y líder de una banda de gánsteres que trafican armas a lo largo del Océano Pacífico. El personaje fue creado por el guionista argentino Armando Fernández y el dibujante Enrique Villagrán en el Estudio artístico Nippur IV, a mediados de la década de 1980.

### Biografía ficticia
Al abordar los aventureros en pleno Océano Pacífico a un barco aparentemente a la deriva, el trío es sorprendido por un grupo de malvivientes que intentan matarlos, tarea en la que fracasan debido a la intervención de un hidroavión armado que dispara varias ráfagas desde el aire poniendo al barco en fuga. Sin embargo Miguel Luján ha quedado oculto en la bodega y sus amigos deben de ir a rescatarlos. La piloto del avión es una muchacha de nombre Astrid Von Rotten que les explica a Alexander pawlosky y Mike Nolan que ella se encarga de vigilar las operaciones de comercio marítimo de su propia empresa desde el aire, ejerciendo como policía de su negocio. Ella se ofrece a acompañar a los dos amigos en busca de Miguel y eso los conduce hacia una isla donde son secuestrados por un moderno pirata produciéndose un enfrentamiento armado entre sus hombres y los aliados de Astrid, la cual finalmente se presenta como la líder de una organización de traficantes de armas a la que apodan "La Tarántula". Miguel logra hacer volar el barco con el cargamento que custodiaba Astrid y abatir con una metralla a los aliados de La Tarántula, tras lo cual ella queda en manos de los aventureros que deciden entregarla a las autoridades.
Con posterioridad, los aventureros son contratados desde Hawái para un transporte de mercaderías hacia Hong Kong sin saber que en verdad lo que trasladan es un cargamento de armas y que quien los ha contratado, es en realidad la misma Astrid que ha huido de la cárcel. Pero el cargamento es incautado por una dama de origen asiático apodada La Dama de Jade, otra líder de una organización mafiosa a la que los aventureros, presionados por Astrid, que los fuerza a hacer un trato con ella y convertirse en socios ante la amenaza de quemarles su barco el Storm, deciden enfrentar para recuperar la mercancía de la piloto.
Astrid junto a sus socios llegan hasta una isla llamada la isla del Dragón donde se enfrentan a la Dama de Jade obligándola a conducirlos hasta el cargamento de armas que ella guarda en una bodega, sin embargo la Dama de Jade acciona un mecanismo que abre dos compuertas en el dótano permitiendo que ingrese el agua del mar e inundando el recinto. Las armas se pierden y conjuntamente con ellas perece la líder de la organización. Astrid pretende volver a remontar su negocio pero los aventureros finalmente la toman cautiva para entregarla a las autoridades de Honk Kong.

## Concepción del personaje
El guionista Armando Fernández se había hecho cargo de la serie Los aventureros, a pedido del propio Robin Wood con el cual él ya colaboraba, escribiendo los guiones en solitario a partir del capítulo # 77. Pero Fernández no se limitó a escribir argumentos solamente basados en los personajes que ya había creado Wood, sino que fue concibiendo una larga lista de protagonistas de reparto entre los cuels destacaron dentro de la tira, Astrid Von Rotten y la Dama de Jade. En su primera aparición como piloto de un hidroavión armado, el artista Enrique Villagrán hizo que Astrid se mostrara con un atuendo de piloto con gorra y antiparras, similar al de la actriz Katharine Hepburn en la película de 1933 Hacia las alturas. 
Sin embargo la concepción del personaje fue algo más complejo aún. En la década de 1980 la artista emergente Ana Von Rebeur comenzó a concurrir al estudio Nippur IV que por ese entonces era conocido como Estudio Villagrán, para tomar luego en 1985 un taller de capacitación, convirtiéndose por un tiempo en asistente de Ricardo Villagrán. Von Rebeur se convertiría en 1986 en la encargada traducir al inglés y de llevar los cómics que se producían en el estudio hacia USA. Von Rebeur era asimismo azafata y las iniciales del nombre del personaje de Astrid iparecieran constituir un guiño artístico al de Ana Von Rebeur.
En el idioma inglés "rotten" significa "corrompido" mientras que en alemás, escrito como "roten" se traduce como "enrojecido".

### Apariencia
Con la excepción de su primera presentación como piloto donde Astrid se muestra con un atuendo acorde a la de su profesión, en el resto de sus participaciones en la saga, ella se muestra como una joven pelirroja con un corte de cabello carré y ojos azules o verde azulados, vistiendo una blusa blanca con los hombros al descubierto, un pantalón estilo short rojo y anda siempre descalza arriba de los barcos.

## Trayectoria editorial
A lo largo del años 1982 y siempre dentro de la historieta de Los aventureros del álbum El Tony de Editorial Columba, ell peronaje integra junto con la Dama de Jade una especie de sub saga en la historia de los aventureros, donde  Astrid aparece en capítulos como "Cargamento Mortal"  "Noche de plomo y muerte en Hong Kong"  y "La isla del Dragón".